# Serge Daney
Pour les articles homonymes, voir Daney.
Serge Daney, né le 4 juin 1944 dans le 12e arrondissement de Paris et mort le 11 juin 1992 dans le 15e arrondissement de la même ville, est un critique de cinéma et journaliste français.
Figure centrale des Cahiers du cinéma, dont il a été le rédacteur en chef de 1974 à 1981, il travaille durant dix ans  au quotidien Libération, avant de fonder en 1991, avec Jean-Claude Biette, la revue Trafic.

## Biographie

### Jeunesse
Serge Daney naît le 4 juin 1944 dans le 12e arrondissement de Paris d'un père d'origine juive.
Lors de ses études secondaires au lycée Voltaire à Paris, il a pour professeur de littérature Henri Agel qui lui fait découvrir les films documentaires Nuit et Brouillard d'Alain Resnais et Le Sang des bêtes de Georges Franju dans le ciné-club qu'il anime. Il y rencontre Louis Skorecki à la fin des années 1950, avec qui il va partager son admiration pour le cinéma de Jacques Tourneur.

### Enseignement et critique
Après avoir fondé la revue Visages du cinéma en 1962, Serge Daney entre aux Cahiers du cinéma en 1964, invité par Jean Douchet à la fin de la période jaune — en référence à la couleur de la couverture —, période où des critiques comme François Truffaut, Jean-Luc Godard, Éric Rohmer ou Jacques Rivette sont passés à la réalisation et ont lancé la Nouvelle Vague.
Après 1968, il voyage. Au long des années 1970, il donne des cours de cinéma à la faculté de Censier de l'université Sorbonne Nouvelle - Paris 3, où il a notamment pour élèves Serge Toubiana (qu'il rencontre avant de le faire venir aux Cahiers), puis plus tard Leos Carax ou Pascale Ferran.
Il revient aux Cahiers du cinéma en 1973 pour en devenir rédacteur en chef aux côtés de Serge Toubiana, après une période de grands débats théoriques et d'engagement politique radical sur fond de maoïsme. Il appellera plus tard cette période « la période non légendaire des Cahiers ».
En 1981, il quitte les Cahiers, et rejoint le quotidien Libération, d'abord comme critique de cinéma, mais avec la volonté d'y créer une rubrique plus large consacrée à l'image. Il s'intéresse tout particulièrement à la télévision, écrivant des séries d'articles sur les films télédiffusés et la programmation télévisuelle. Ces articles seront publiés  chez Ramsay poche cinéma en 1988 sous le titre Le Salaire du zappeur. De 1985 à 1990, il anime Microfilms, une émission radiophonique hebdomadaire diffusée sur France Culture où il s'entretient à chaque fois de sa passion pour le cinéma avec ceux qui fabriquent les films qu'il défend : Alain Cavalier, Jacques Demy, Marguerite Duras, Olivier Assayas, Jean-Luc Godard, Eric Rohmer…
En 1991, il se recentre sur la critique cinématographique et fonde la revue trimestrielle Trafic aux éditions P.O.L.

### Mort
Il meurt le 12 juin 1992 des suites du sida à l'hôpital Necker dans le 15e arrondissement de Paris,.

## Reconnaissance posthume
À partir de 1993, les éditions P.O.L commencent la publication de l'intégralité de son œuvre critique. Trois premiers volumes thématiques sont publiés en 1993 et 1994 : L'exercice a été profitable, Monsieur. (le titre référence Les Contrebandiers de Moonfleet), édition rassemblée par Jean-Claude Biette de notes personnelles, de fragments d'un journal tenu de 1988 à 1991 et d'articles non publiés ; Persévérance, entretien avec Serge Toubiana ; et L'Amateur de tennis, recueil d'articles écrits sur le tennis pour Libération.
Quatre volumes chronologiques, rassemblant les articles écrits entre 1964 et 1992 pour les Cahiers du cinéma (vol. 1), Libération (vol. 2 et 3) et Trafic (vol. 4), sont ensuite publiés de 2001 à 2015 sous le titre La Maison cinéma et le monde (d'après le titre du film de Satyajit Ray La Maison et le Monde). La préface indique que Daney peut avoir rédigé des critiques anonymes ou signé du pseudonyme collectif Bill Chernaud. 

### Hommages
- Du 20 juin au 5 août 2012, la Cinémathèque française lui rend hommage à l'occasion du vingtième anniversaire de sa mort[6].
- En 2017, le Sicilia Queer FilmFest de Palerme lui dédie sa section d'histoire du cinéma, intitulée Carte postale à Serge Daney[14].
- En 2018, Christophe Honoré en fait l'un des personnages de sa pièce-hommage Les Idoles[15].

## Publications

### Recueils composés par Serge Daney
- La Rampe : Cahier critique, 1970-1982, Paris, Gallimard/Cahiers du cinéma, 1983, 192 p. (ISBN 2-07-025287-6) Rééd. Cahiers du cinéma, coll. « Petite Bibliothèque des Cahiers du cinéma », 1996, 220 p.  (ISBN 2-86642-175-2).
- Ciné journal : 1981-1986  (préf. Gilles Deleuze), Paris, Cahiers du cinéma, 1986, 315 p. (ISBN 2-86642-039-X)Rééd. Ciné-journal : Vol. 1, 1981-1982, coll. « Petite Bibliothèque des Cahiers du cinéma », 1998, 222 p.  (ISBN 2-86642-212-0) ; rééd. Ciné-journal : Vol. 2, 1983-1986, coll. « Petite Bibliothèque des Cahiers du cinéma », 1998, 255 p.  (ISBN 2-86642-213-9).
- Le Salaire du zappeur, Paris, Ramsay/Libération, coll. « Ramsay Poche cinéma », 1988, 253 p. (ISBN 2-85956-677-5)Rééd. P.O.L, 1993, 191 p.  (ISBN 2-86744-352-0).
- Devant la recrudescence des vols de sacs à main. Cinéma, télévision, information, 1988-1991, Lyon, Aléas, 1991, 270 p. (ISBN 2-908016-13-3)Rééd. revue et corrigée, 1997, 169 p.  (ISBN 2-908016-13-3).

### Recueils posthumes
- L'exercice a été profitable, Monsieur.  (préf. Jean-Claude Biette), Paris, P.O.L, 1993, 372 p. (ISBN 2-86744-353-9)
- Persévérance : entretien avec Serge Toubiana  (préf. Serge Toubiana), Paris, P.O.L, 1994, 172 p. (ISBN 2-86744-321-0)
- L'Amateur de tennis : Critiques, 1980-1990  (préf. Mathieu Lindon), Paris, P.O.L, 1994, 271 p. (ISBN 2-86744-418-7) Rééd. coll. « #formatpoche », 2017, 374 p.  (ISBN 978-2-8180-4261-8).
- Serge Daney : itinéraire d'un ciné-fils  (propos recueillis par Régis Debray), Paris, Jean-Michel Place, 1999, 141 p. (ISBN 978-2-85893-510-9)
- La Maison cinéma et le monde, Paris, P.O.L :
  - Tome 1, Le temps des Cahiers (1962-1981)  (préf. Patrice Rollet), 2001, 574 p. (ISBN 2-86744-812-3)
  - Tome 2. Les années Libé (1981-1985), 2002, 1039 p. (ISBN 2-86744-907-3)
  - Tome 3. Les années Libé (1986-1991), 2012, 866 p. (ISBN 978-2-8180-1634-3)
  - Tome 4. Le moment Trafic (1991-1992), 2015, 288 p. (ISBN 978-2-8180-1855-2)
- Serge Daney  (préf. Pierre Eugène), Paris, Art Press, coll. « Les grands entretiens », 2015, 88 p. (ISBN 978-2-906705-15-9)

### Autre
- Procès à : Baby Doc (Duvalier, père & fils)  (sous le pseudonyme de Raymond Sapène), Paris, S.E.F./Philippe Daudy, coll. « Procès à », 1973, 261 p.

## Filmographie

### Comme réalisateur
- 1988 : La Preuve par Prince (Zapping Postal) (court métrage)
- 1990 : Jacques Rivette, le veilleur (en collaboration avec Claire Denis)

### Comme intervenant
- 1968 : Une partie de campagne : Les Cahiers du cinéma face au film de Bernard Eisenschitz
- 1979 : Cinématon #67 de Gérard Courant
- 1986 : Lettre à l'ami suisse n° 7 de Maria Koleva
- 1988 : La Preuve par Prince (Zapping Postal) de Serge Daney
- 1988 : Entretien entre Serge Daney et Jean-Luc Godard de Jean-Luc Godard
- 1990 : Jacques Rivette, le veilleur de Claire Denis et Serge Daney
- 1991 : Damned ! Daney - L'Ombre qui pensait plus vite que son homme de Bernard Mantelli
- 1991 : De l'autre côté du racisme de Pascal Kané
- 1992 : Serge Daney présente Trafic au Jeu de Paume
- 1992 : Serge Daney, itinéraire d'un cinéfils de Pierre-André Boutang et Dominique Rabourdin
- 1993 : Propos d'un passeur de Philippe Roger
- 1993 : Le Cinéphile et le Village de Pascal Kané
- 1993 : Damned Daney 2 de Bernard Mantelli
- 1993 : Conversation Nord-Sud, Daney/Sanbar de Simone Bitton et Christine Poitevin
- 1993 : Le Trou dans le soulier de Maïté Lembeye
- 1994 : Télé Flux : Le Gué Daney de Bernard Mantelli
- 1998 : Histoire(s) du cinéma, chapitre 2A : Seul le cinéma de Jean-Luc Godard

### Comme acteur
- 1978 : Dora et la Lanterne magique de Pascal Kané : Un soldat
- 1984 : L'Amour par terre de Jacques Rivette : Un invité

## Radio
- Coffret de 12 émissions de Microfilms réunis sur 6 CD[10].

#### Ouvrages
- Pierre Eugène (préf. Hervé Joubert-Laurencin), Exercices de relecture, Serge Daney 1962-1982, Paris, Éditions du Linteau, 2023, 547 p. (ISBN 978-23-74970-14-1, présentation en ligne).
- Thomas A. Ravier, « Vierge folle », dans L'Œil du prince, Gallimard, 2008 (ISBN 978-2-07-012224-0).
- Louis Skorecki, Dialogues avec Daney, PUF, 2007.
- J.F. Pigoullie, Serge Daney ou la morale d'un ciné-fils, Aleas, 2006.
- (de) Serge Daney et Christa Blümlinger (textes collectés, présentés et traduits en allemand par), Von der Welt ins Bild. Augenzeugenberichte eines Cinephilen, Berlin, Vorwerk 8, 2000, 287 p. (ISBN 978-3-930916-26-9).
- Serge Daney : itinéraire d'un ciné-fils, entretien avec Régis Debray, édition établie par Christian Delage, Jean-Michel Place éditeur, 1999  (ISBN 2858935106 et 978-2858935109). Adapté au théâtre en 2011 sous le titre La Loi du marcheur par et avec Nicolas Bouchaud, mis en scène par Eric Didry.

#### Articles
- Axelle Ropert, « Serge Daney, anatomie d'un succès », La Bibliothèque du film,‎ 2005 (lire en ligne, consulté le 8 mars 2012).
- Serge Toubiana, « Serge Daney, il y a tout juste 20 ans… », sur cinematheque.fr, juin 2012.
- « Daney », hommage de Jean-Paul Fargier, le 4 mai 2013.
- « "Serge Daney : vingt ans après" à la Cinémathèque française », Livres Hebdo,‎ 15 avril 2015 (lire en ligne).

### Vidéo
- Serge Daney, 20 après, par Serge Toubiana, sur cinematheque.fr